# دالي نيكولز
دالي نيكولز (بالإنجليزية: Dale Nichols)‏ هو رسام أمريكي، ولد في 1904 في ديفيد سيتي في الولايات المتحدة، وتوفي في 1995 في سيدونا في الولايات المتحدة.